# Specie di Juncus
Elenco delle specie di Juncus

## A
- Juncus acuminatus Michx.

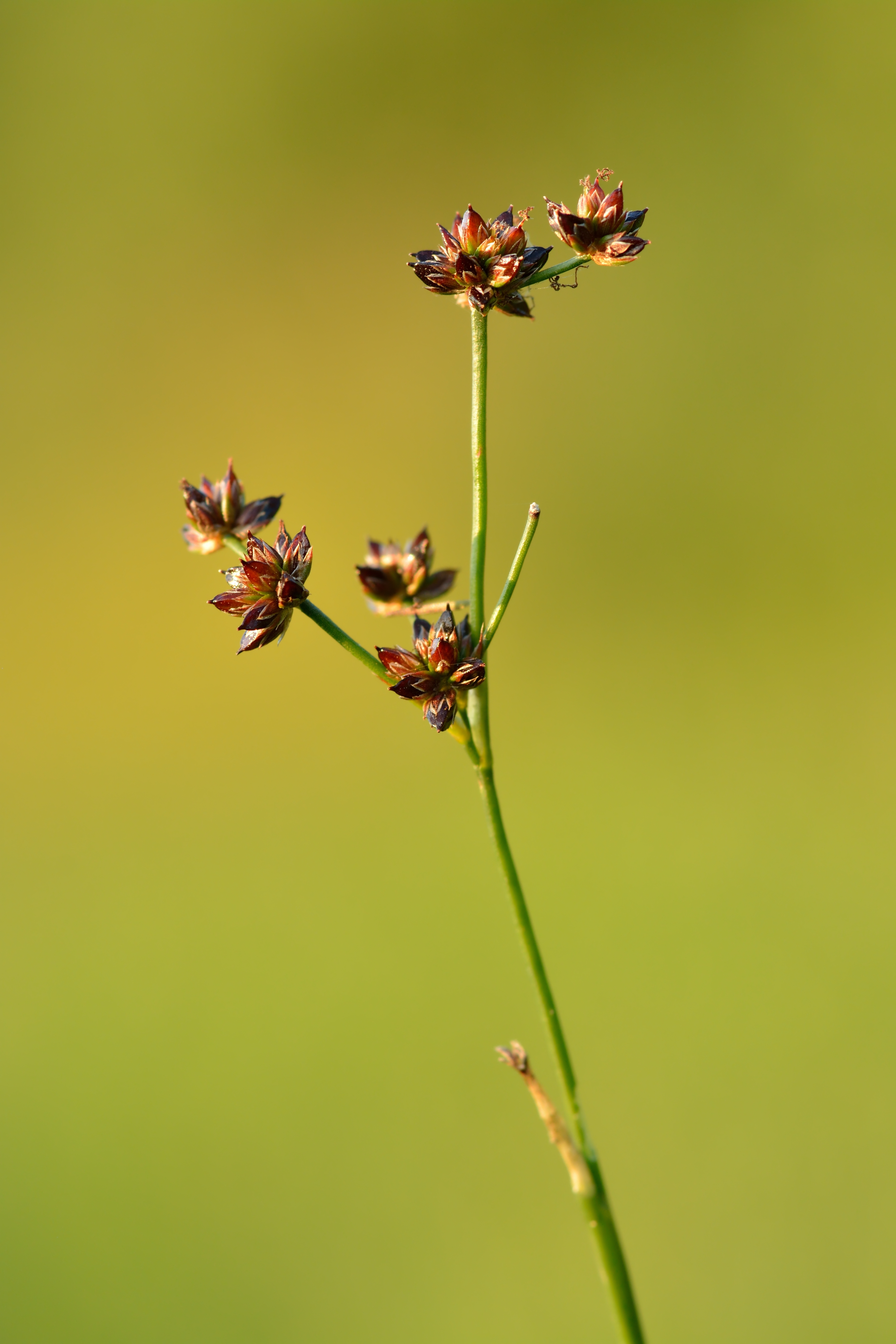
Juncus articulatus

- Juncus acutiflorus Ehrh. ex Hoffm.
- Juncus acutus L.
- Juncus aemulans Liebm.
- Juncus alatus Franch. & Sav.
- Juncus alexandri L.A.S.Johnson
- Juncus allioides Franch.
- Juncus alpigenus K.Koch
- Juncus × alpiniformis Fernald
- Juncus alpinoarticulatus Chaix
- Juncus amabilis Edgar
- Juncus amplifolius A.Camus
- Juncus amuricus (Maxim.) V.I.Krecz. & Gontsch.
- Juncus anatolicus Snogerup
- Juncus anceps Laharpe
- Juncus andersonii Buchenau
- Juncus andinus Balslev
- Juncus antarcticus Hook.f.
- Juncus anthelatus (Wiegand) R.E.Brooks & Whittem.
- Juncus arcticus Willd.
- Juncus aridicola L.A.S.Johnson
- Juncus articulatus L.
- Juncus astreptus L.A.S.Johnson
- Juncus atratus Krock.
- Juncus australis Hook.f.
- Juncus austrobrasiliensis Balslev

## B
- Juncus baekdusanensis M.Kim
- Juncus balticus Willd.
- Juncus bassianus L.A.S.Johnson
- Juncus batrachium Veldkamp
- Juncus benghalensis Kunth
- Juncus beringensis Buchenau
- Juncus biflorus Elliott
- Juncus biglumis L.
- Juncus biglumoides H.Hara
- Juncus bolanderi Engelm.
- Juncus brachycarpus Engelm.

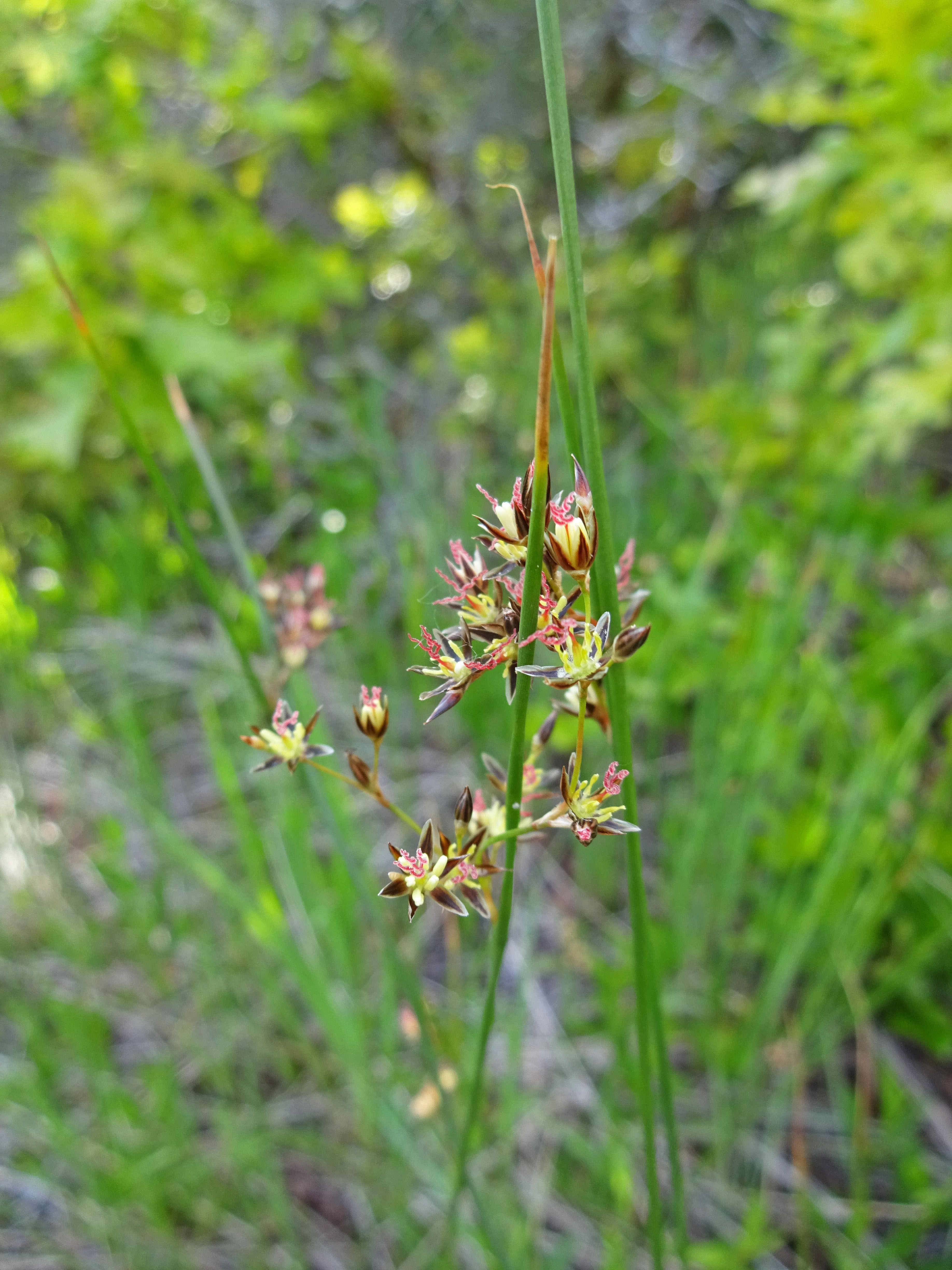
Juncus balticus

- Juncus brachycephalus (Engelm.) Buchenau
- Juncus brachyphyllus Wiegand
- Juncus brachyspathus Maxim.
- Juncus brachystigma Sam.
- Juncus brasiliensis Breistr.
- Juncus brevibracteus L.A.S.Johnson
- Juncus brevicaudatus (Engelm.) Fernald
- Juncus breviculmis Balslev
- Juncus breweri Engelm.
- Juncus × brueggeri Domin
- Juncus bryoides F.J.Herm.
- Juncus bryophilus W.W.Sm.
- Juncus bufonius L.
- Juncus bulbosus L.
- Juncus burkartii Barros

## C
- Juncus caesariensis Coville
- Juncus caespiticius E.Mey.

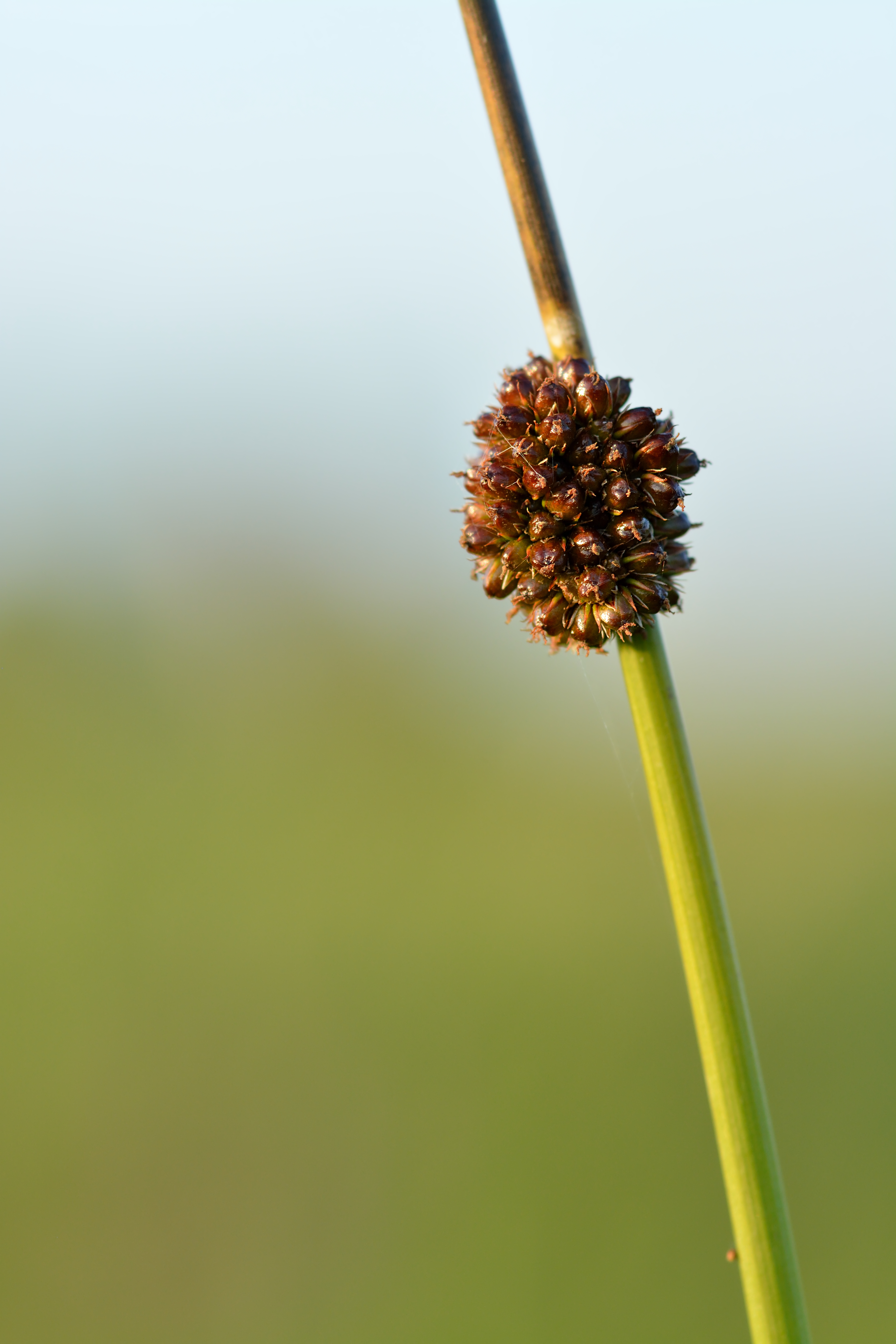
Juncus conglomeratus

- Juncus canadensis J.Gay ex Laharpe
- Juncus capensis Thunb.
- Juncus capillaceus Lam.
- Juncus capillaris F.J.Herm.
- Juncus capitatus Weigel
- Juncus castaneus Sm.
- Juncus cephalostigma Sam.
- Juncus cephalotes Thunb.
- Juncus chiapasensis Balslev
- Juncus chlorocephalus Engelm.
- Juncus chrysocarpus Buchenau
- Juncus clarkei Buchenau
- Juncus compressus Jacq.
- Juncus concinnus D.Don
- Juncus concolor Sam.
- Juncus confusus Coville
- Juncus conglomeratus L.
- Juncus continuus L.A.S.Johnson
- Juncus cooperi Engelm.
- Juncus cordobensis Barros
- Juncus coriaceus Mack.
- Juncus × correctus Steud.
- Juncus covillei Piper
- Juncus crassistylus A.Camus
- Juncus curtisiae L.A.S.Johnson
- Juncus curvatus Buchenau
- Juncus cyperoides Laharpe

## D
- Juncus debilis A.Gray
- Juncus decipiens (Buchenau) Nakai
- Juncus × degenianus Boros
- Juncus densiflorus Kunth
- Juncus deosaicus Noltie
- Juncus diastrophanthus Buchenau
- Juncus dichotomus Elliott
- Juncus diemii Barros
- Juncus diffusissimus Buckley
- Juncus × diffusus Hoppe

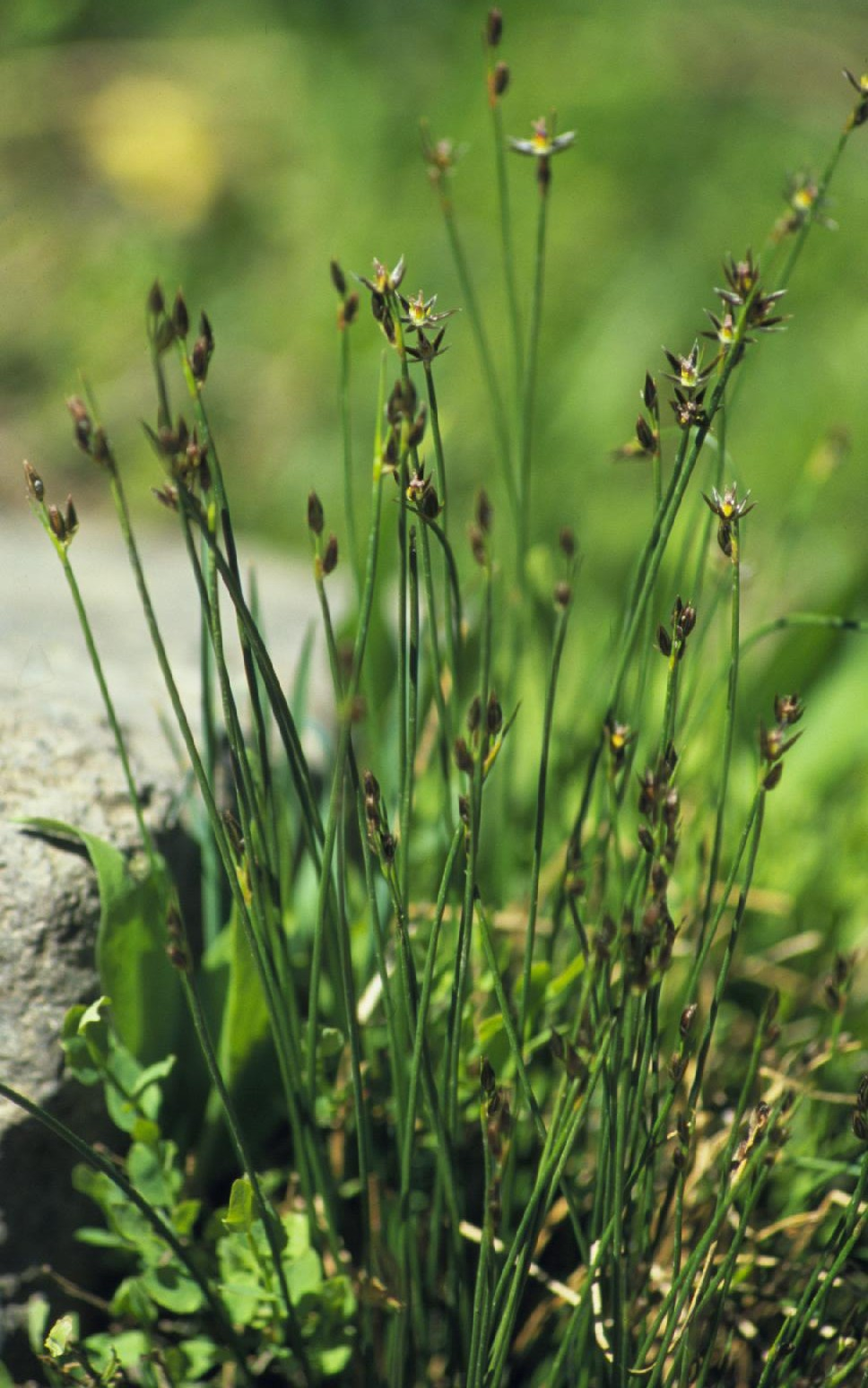
Juncus drummondii

- Juncus digitatus C.W.Witham & Zika
- Juncus distegus Edgar
- Juncus dolichanthus L.A.S.Johnson
- Juncus dongchuanensis K.F.Wu
- Juncus × donyanae Fern.-Carv.
- Juncus dregeanus Kunth
- Juncus drummondii E.Mey.
- Juncus dubius Engelm.
- Juncus dudleyi Wiegand
- Juncus dulongjiongensis Novikov
- Juncus durus L.A.S.Johnson & K.L.Wilson
- Juncus duthiei (C.B.Clarke) Noltie

## E
- Juncus ebracteatus E.Mey.
- Juncus echinocephalus Balslev
- Juncus ecuadoriensis Balslev

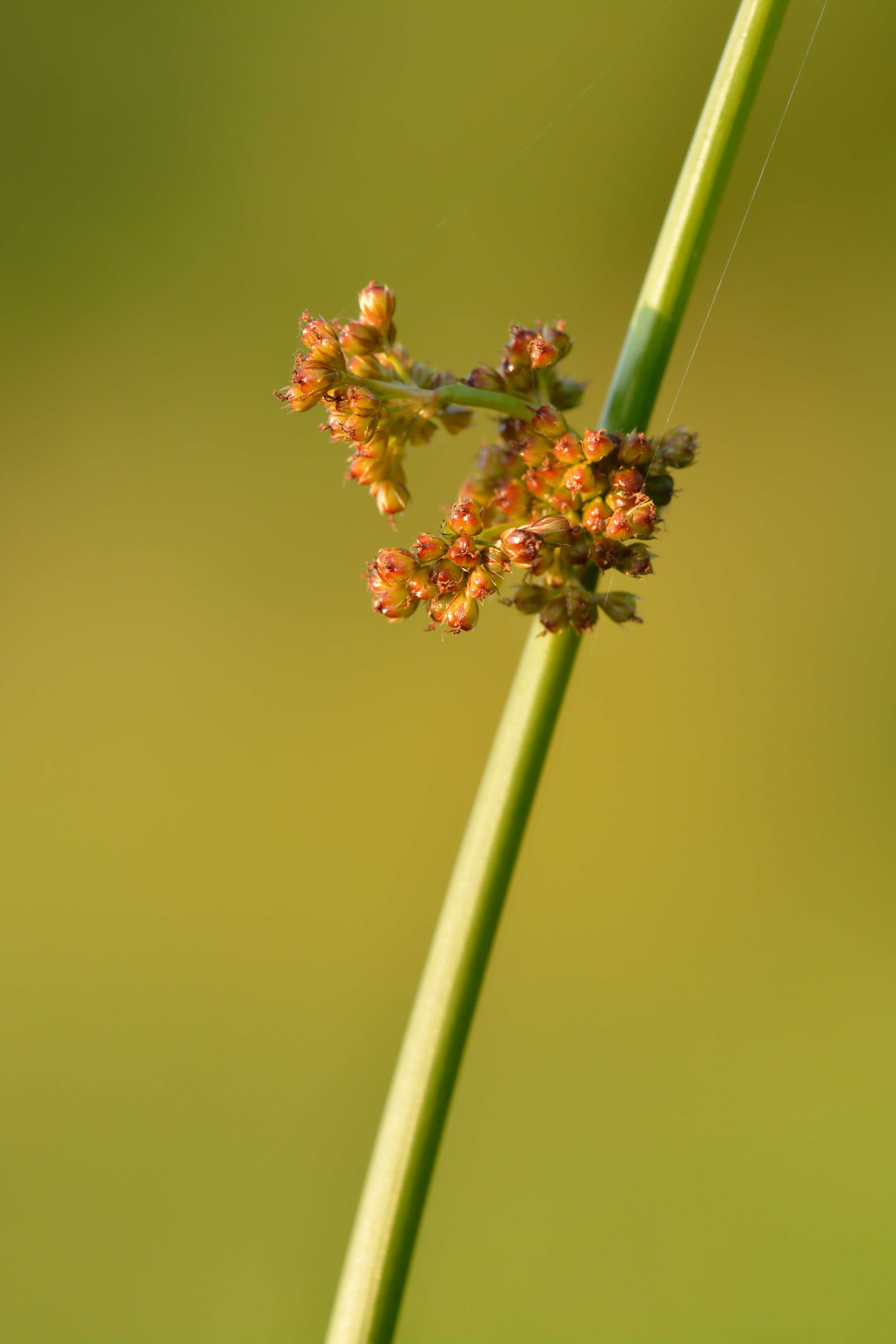
Juncus effusus

- Juncus edgariae L.A.S.Johnson & K.L.Wilson
- Juncus effusus L.
- Juncus elbrusicus Galushko
- Juncus elliottii Chapm.
- Juncus emmanuelis A.Fern. & J.G.García
- Juncus engleri Buchenau
- Juncus ensifolius Wikstr.
- Juncus equisetinus Proskur.
- Juncus ernesti-barrosi Barros
- Juncus exiguus (Fernald & Wiegand) Lint ex Snogerup & P.F.Zika
- Juncus exsertus Buchenau

## F
- Juncus falcatus E.Mey.
- Juncus × fallax Trab.
- Juncus fascinatus (M.C.Johnst.) W.M.Knapp
- Juncus fauriei H.Lév. & Vaniot
- Juncus fauriensis Buchenau
- Juncus fernandez-carvajaliae Romero Zarco & Arán
- Juncus filicaulis Buchenau
- Juncus filiformis L.
- Juncus filipendulus Buckley
- Juncus fimbristyloides Noltie
- Juncus firmus L.A.S.Johnson
- Juncus flavidus L.A.S.Johnson
- Juncus fockei Buchenau
- Juncus foliosus Desf.
- Juncus fominii Zoz
- Juncus fontanesii J.Gay ex Laharpe
- Juncus fugongensis S.Y.Bao
- Juncus × fulvescens Fernald

## G
- Juncus ganeshii Miyam. & H.Ohba
- Juncus georgianus Coville
- Juncus gerardi Loisel.
- Juncus giganteus Sam.
- Juncus glaucoturgidus Noltie
- Juncus gonggae Miyam. & H.Ohba
- Juncus × gracilescens F.J.Herm. ex Wadmond
- Juncus gracilicaulis A.Camus
- Juncus gracillimus (Buchenau) V.I.Krecz. & Gontsch.
- Juncus greenei Oakes & Tuck.
- Juncus gregiflorus L.A.S.Johnson
- Juncus grisebachii Buchenau
- Juncus guadeloupensis Buchenau & Urb.
- Juncus gubanovii Novikov
- Juncus gymnocarpus Coville

## H
- Juncus haenkei E.Mey.
- Juncus hallii Engelm.
- Juncus harae Miyam. & H.Ohba
- Juncus heldreichianus T.Marsson ex Parl.
- Juncus hemiendytus F.J.Herm.
- Juncus heptopotamicus V.I.Krecz. & Gontsch.
- Juncus hesperius (Piper) Lint
- Juncus heterophyllus Dufour
- Juncus himalensis Klotzsch
- Juncus holoschoenus R.Br.
- Juncus homalocaulis F.Muell. ex Benth.
- Juncus hondurensis Procków
- Juncus howellii F.J.Herm.
- Juncus hybridus Brot.
- Juncus hydrophilus Noltie

## I
- Juncus imbricatus Laharpe
- Juncus inflexus L.
- Juncus ingens N.A.Wakef.
- Juncus interior Wiegand
- Juncus × inundatus Drejer

## J
- Juncus jacquinii L.
- Juncus jaxarticus V.I.Krecz. & Gontsch.
- Juncus jinpingensis S.Y.Bao

## K
- Juncus kelloggii Engelm.
- Juncus khasiensis Buchenau
- Juncus kingii Rendle
- Juncus kleinii Barros
- Juncus krameri Franch. & Sav.
- Juncus kraussii Hochst.
- Juncus kuohii M.J.Jung

## L
- Juncus laccatus P.F.Zika
- Juncus laeviusculus L.A.S.Johnson
- Juncus lancangensis Y.Y.Qian
- Juncus × langii Erdner
- Juncus leiospermus F.J.Herm.
- Juncus × lemieuxii B.Boivin
- Juncus leptospermus Buchenau
- Juncus lesueurii Bol.
- Juncus leucanthus Royle ex D.Don
- Juncus leucomelas Royle ex D.Don
- Juncus liebmannii J.F.Macbr.
- Juncus littoralis C.A.Mey.
- Juncus llanquihuensis Barros
- Juncus lomatophyllus Spreng.
- Juncus longiflorus (A.Camus) Noltie
- Juncus longii Fernald
- Juncus longirostris Kuvaev
- Juncus longistamineus A.Camus
- Juncus longistylis Torr.
- Juncus luciensis Ertter
- Juncus luzuliformis Franch.

## M
- Juncus macrandrus Coville
- Juncus macrantherus V.I.Krecz. & Gontsch.
- Juncus macrophyllus Coville
- Juncus marginatus Rostk.
- Juncus maritimus Lam.
- Juncus maroccanus Kirschner
- Juncus maximowiczii Buchenau
- Juncus megacephalus M.A.Curtis
- Juncus megalophyllus S.Y.Bao
- Juncus meianthus L.A.S.Johnson ex K.L.Wilson
- Juncus membranaceus Royle
- Juncus mertensianus Bong.
- Juncus micranthus Schrad. ex E.Mey.
- Juncus microcephalus Kunth
- Juncus milashanensis A.M.Lu & Z.Y.Zhang
- Juncus militaris Bigelow
- Juncus minimus Buchenau
- Juncus minutulus (Albert & Jahand.) Prain
- Juncus modicus N.E.Br.
- Juncus mollis L.A.S.Johnson
- Juncus × montellii Vierh.
- Juncus × montserratensis Marcet
- Juncus × murbeckii Sagorski
- Juncus mustangensis Miyam. & H.Ohba

## N
- Juncus nepalicus Miyam. & H.Ohba
- Juncus nevadensis S.Watson
- Juncus nodatus Coville
- Juncus × nodosiformis Fernald
- Juncus nodosus L.
- Juncus novae-zelandiae Hook.f.
- Juncus nupela Veldkamp

## O
- Juncus obliquus Adamson
- Juncus × obotritorum Rothm.
- Juncus occidentalis Wiegand
- Juncus ochraceus Buchenau
- Juncus ochrocoleus L.A.S.Johnson
- Juncus orchonicus Novikov
- Juncus × oronensis Fernald
- Juncus orthophyllus Coville
- Juncus oxycarpus E.Mey. ex Kunth
- Juncus oxymeris Engelm.

## P
- Juncus pallescens Lam.
- Juncus pallidus R.Br.
- Juncus paludosus E.L.Bridges & Orzell
- Juncus papillosus Franch. & Sav.
- Juncus parryi Engelm.
- Juncus patens E.Mey.
- Juncus pauciflorus R.Br.
- Juncus pelocarpus E.Mey.
- Juncus perpusillus Sam.
- Juncus persicus Boiss.
- Juncus pervetus Fernald
- Juncus petrophilus Miyam.
- Juncus phaeanthus L.A.S.Johnson
- Juncus phaeocephalus Engelm.
- Juncus pictus Steud.
- Juncus planifolius R.Br.
- Juncus polyanthemus Buchenau
- Juncus polycephalus Michx.
- Juncus potaninii Buchenau
- Juncus prismatocarpus R.Br.
- Juncus procerus E.Mey.
- Juncus prominens (Buchenau) Miyabe & Kudô
- Juncus przewalskii Buchenau
- Juncus psammophilus L.A.S.Johnson
- Juncus punctorius L.f.
- Juncus pusillus Buchenau
- Juncus pygmaeus Rich. ex Thuill.
- Juncus pylaei Laharpe

## R
- Juncus radula Buchenau
- Juncus ramboi Barros
- Juncus ranarius Songeon & E.P.Perrier
- Juncus ratkowskyanus L.A.S.Johnson
- Juncus rechingeri Snogerup
- Juncus regelii Buchenau
- Juncus remotiflorus L.A.S.Johnson
- Juncus repens Michx.
- Juncus requienii Parl.
- Juncus revolutus R.Br.
- Juncus rigidus Desf.
- Juncus roemerianus Scheele
- Juncus rohtangensis Goel & Aswal
- Juncus × ruhmeri Asch. & Graebn.
- Juncus rupestris Kunth

## S
- Juncus × sallandiae Corporaal & Schaminée
- Juncus salsuginosus Turcz. ex C.A.Mey.
- Juncus sandwithii Lourteig
- Juncus sarophorus L.A.S.Johnson
- Juncus saximontanus A.Nelson
- Juncus scabriusculus Kunth
- Juncus scheuchzerioides Gaudich.
- Juncus scirpoides Lam.
- Juncus secundus P.Beauv. ex Poir.
- Juncus semisolidus L.A.S.Johnson
- Juncus setchuensis Buchenau
- Juncus sherei Miyam. & H.Ohba
- Juncus sikkimensis Hook.f.
- Juncus socotranus (Buchenau) Snogerup
- Juncus sonderianus Buchenau
- Juncus soranthus Schrenk
- Juncus sorrentinoi Parl.
- Juncus sparganiifolius Boiss. & Kotschy ex Buchenau
- Juncus spectabilis Rendle
- Juncus sphacelatus Decne.
- Juncus sphaerocarpus Nees
- Juncus spumosus Noltie
- Juncus squarrosus L.
- Juncus stenopetalus Adamson
- Juncus stipulatus Nees & Meyen
- Juncus striatus Schousb. ex E.Mey.
- Juncus × stuckeyi Reinking
- Juncus stygius L.
- Juncus subcaudatus (Engelm.) Coville & S.F.Blake
- Juncus subglaucus L.A.S.Johnson
- Juncus subnodulosus Schrank
- Juncus subsecundus N.A.Wakef.
- Juncus subtilis E.Mey.
- Juncus subulatus Forssk.
- Juncus subulitepalus Balslev
- Juncus supiniformis Engelm.

## T
- Juncus taonanensis Satake & Kitag.
- Juncus tenageia Ehrh. ex L.f.
- Juncus tenuis Willd.
- Juncus texanus (Engelm.) Coville
- Juncus textilis Buchenau
- Juncus thomasii Ten.
- Juncus thompsonianus L.A.S.Johnson
- Juncus thomsonii Buchenau
- Juncus tiehmii Ertter
- Juncus tingitanus Maire & Weiller
- Juncus tobdeniorum Noltie
- Juncus torreyi Coville
- Juncus trachyphyllus Miyam. & H.Ohba
- Juncus trichophyllus W.W.Sm.
- Juncus triformis Engelm.
- Juncus triglumis L.
- Juncus trigonocarpus Steud.
- Juncus trilocularis Zika
- Juncus turkestanicus V.I.Krecz. & Gontsch.

## U
- Juncus uncialis Greene
- Juncus uniflorus W.W.Sm.
- Juncus uruguensis Griseb.
- Juncus usitatus L.A.S.Johnson

## V
- Juncus vaginatus R.Br.
- Juncus × valbrayi H.Lév.
- Juncus validus Coville
- Juncus valvatus Link
- Juncus vaseyi Engelm.
- Juncus venturianus Castillón
- Juncus virens Buchenau

## W
- Juncus wallichianus J.Gay ex Laharpe

## X
- Juncus xiphioides E.Mey.

## Y
- Juncus yui S.Y.Bao